# Penango
Penango är en ort och kommun i provinsen Asti i regionen Piemonte i Italien. Kommunen hade 467 invånare (2018).